# Gelasma marginata
Gelasma marginata är en fjärilsart som beskrevs av W. Warren 1894. Gelasma marginata ingår i släktet Gelasma och familjen mätare. Inga underarter finns listade i Catalogue of Life.